# 东新巷礼拜堂
东新巷礼拜堂位于中国陕西省西安市碑林区东关长乐坊东新巷55号，建于1909年。

## 历史
自回民叛乱以后，陕西居民死亡过半，政府遂准许外省移民前往关中。1890年，大批山东移民来到，他们中间基督徒人数甚多，其中一半属于英国浸礼会，于是在1891年和1892年，英国浸礼会派遣传教士进驻三原和西安。
东新巷礼拜堂是西安的第一座新教教堂。目前的教堂由英国浸礼会传教士邵涤源等人兴建于1901～1903年（光绪二十七年至二十九年），于1909年（清宣统元年）建成。当年教会大院占地16亩，附属房屋众多，包括英国浸礼会陕西总部、传教士住宅，以及学校和医院。礼拜堂7间，呈拉丁十字平面，坐西朝东，建筑面积326平方米，拱形木架结构，风格朴实。西端设置圣坛。后加入中华基督教会，为陕西大会长安堂会。
1958年，西安市基督教实行联合礼拜，东新巷礼拜堂为保留的4个礼拜堂之一。文革中礼拜堂被西安起重电机厂占用，用作仓库。
1984年，礼拜堂退还教会，得到修复，可容纳500人作礼拜。1998年，东新巷礼拜堂被列为西安市文物保护单位。2014年6月9日，东新巷礼拜堂公布为第六批陕西省文物保护单位，编号6-162。